# 노르퓐시

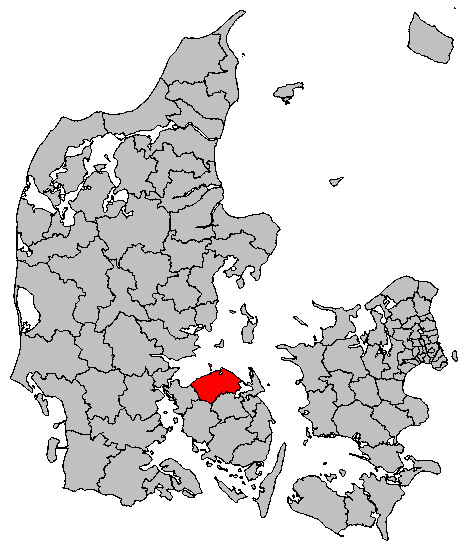
노르퓐시의 위치

노르퓐시(덴마크어: Nordfyn Kommune)는 덴마크 남덴마크 지역에 위치한 지방 자치체로 행정 중심지는 보겐세이며 면적은 451.57km2, 인구는 29,651명(2009년 기준), 인구 밀도는 65.66명/km2이다. 퓐섬 북부 연안에 위치한다.